# Castellgalí
Castellgalí è un comune spagnolo di 966 abitanti situato nella comunità autonoma della Catalogna.